# 惠國公主
惠國公主（?—?），本名不詳，為北宋第三代皇帝宋真宗长女。
《宋史》记载简略，仅知惠國公主年长于宋仁宗异母妹、七公主升國大長公主。皇长女早早夭折，生母无记载。与宋仁宗同母妹、李宸妃早夭之女，是否是同一人，无从考证。其父宋真宗和兄弟宋仁宗在位时，皇长女没有被封（追封）为公主。宋徽宗即位后，于元符三年（1100年）三月，追封她为惠國大長公主。后改公主为帝姬，政和四年（1114年）十二月，改封靜一大長帝姬。